# Mike Pratt
Pour les articles homonymes, voir Pratt.
Mike Pratt né Michael John Pratt est un acteur anglais, né le 7 juin 1931 à Londres, en Angleterre et mort à Midhurst dans le Sussex le 10 juillet 1976. 
Il est essentiellement connu dans le monde pour son rôle du détective privé Jeff Randall dans la série Mon ami le fantôme.

## Vie et carrière
Il commence à travailler dans les années 1950 dans la publicité tout en jouant de petits rôles à la télévision et au cinéma. Au milieu des années 1950, il décide de quitter son travail et prend une année sabbatique en voyageant à travers l'Europe accompagné de trois amis.
De retour en Angleterre, il gagne sa vie en faisant de la musique comme joueur de Jazz et skiffle dans des clubs londoniens. Il devient alors un compositeur à succès avec Bart and Steele jusqu'en 1961. Il obtiendra à cette occasion le prix Ivor Novello Award en 1957 pour le titre de la meilleure chanson composée pour Little White Bull de Tommy Steele .
Par la suite, il commence véritablement une carrière d'acteur sur scène entre 1965 et 1967, notamment Tango au Aldwych Theatre dirigée par Trevor Nunn. Il apparaîtra par la suite dans un nombre important de séries télévisées telles que Le Saint, Destination Danger, Alias le Baron, L'Homme à la valise, Les Champions, UFO, alerte dans l'espace, Jason King et bien d'autres.
En 1969, il est choisi pour incarner Jeff Randall dans la série qui va faire sa renommée : Mon ami le fantôme.

## Décès
Il disparaît le 10 juillet 1976 d'un cancer du poumon. En Août, ses amis et collègues lui rendront hommage lors d'une soirée au Aldwych Theatre lors d'une représentation. Parmi les acteurs seront présents Glenda Jackson, Kenneth Haigh et John Le Mesurier.
De son partenaire à l'écran, Kenneth Cope dira : La disparition de Michael est une grande perte, à la fois pour l'industrie du cinéma et de la télévision mais surtout en tant qu'ami.

## Filmographie sélective
- 1964 : La rue du péché (This Is My Street) de Sidney Hayers : Sid Graham
- 1965 : The Party's Over de Guy Hamilton : Geronimo
- 1965 : Répulsion (Repulsion) de Roman Polanski : Le travailleur
- 1967 : Trois milliards d'un coup (Robbery) de Peter Yates : Bob
- 1968 : Maldonne pour un espion (A Dandy in Aspic) de Anthony Mann : Greff
- 1968 : L'Homme de Kiev (The Fixer) de John Frankenheimer : Père Anastasy
- 1970 : Goodbye Gemini de Alan Gibson : Rod Barstowe
- 1972 : La Cible hurlante (Sitting Target) de Douglas Hickox : Le gardien de prison
- 1973 : Le Caveau de la terreur (The Vault of Horror) de Roy Ward Baker : Clive
- 1973 : Assassin de Peter Crane : Matthew
- 1974 : Swallows and Amazons de Claude Whatham : Monsieur Dixon